# Мпенза, Мбо
Мбо Жером Мпенза (фр. Mbo Jérôme Mpenza; 12 декабря 1976, Киншаса) — бельгийский футболист, нападающий сборной Бельгии. Родился в Демократической республике Конго, получил европейское гражданство после переезда семьи в Брюссель. Один из лучших бельгийских футболистов начала 21 века. Мбо является старшим братом Эмиля Мпензы.

## Клубная карьера
Начал свою футбольную карьеру в 1993 году, в клубе «Кортрейк». В сезоне 1995/1996 составлял атакующий тандем со своим младшим братом Эмилем. Следующий сезон оба футболиста продолжили в «Мускроне», а следующие два — в составе льежского «Стандарда», в котором и обратили на себя всеобщее внимание. В 2000 году пути братьев разошлись, Эмиль уехал в Германию, а Мбо подписал контракт с лиссабонским «Спортингом», за который играл в течение одного года и появившись на поле в 35 матчах смог отличиться лишь трижды за сезон. Следующие полгода Мпенза провёл в турецком клубе «Галатасарай», но так и не провёл в его составе ни едиого матча. Куда более успешными были последующие два сезона после возвращения в «Мускрон». Забивая, по статистике, в каждом втором матче, Мпенза перебрался в более титулованный и именитый брюссельский «Андерлехт», в котором моментально стал одним из лидеров команды. В сезонах 2005/06 и 2006/07 становился в составе брюссельцев чемпионом Бельгии. С приходом на пост главного тренера команды Ариеля Якобса стал терять место в основном составе и не выдерживать конкуренцию с Николасом Фрутосом в центре нападения и Мубараком Буссуфа и Жонатаном Лежаром на альтернативных позициях нападения на флангах. С переводом в основной состав ряда талантливых нападающих и подписанием контракта с Дмитрием Булыкиным, Мбо объявил о завершении карьеры. Возраст и проблемы со здоровьем не позволяли ему выдерживать конкуренцию. Подписание контракта с греческим клубом «Лариса», спустя некоторое время после ухода из «Андерлехта», стало последней и тщетной попыткой возобновить карьеру. По советам врачей Мпенза завершил карьеру игрока, так и не сыграв ни одного матча за новый клуб.
За всю клубную карьеру старший из братьев Мпенза забил 116 голов в 328 матчах.

## Карьера в сборной
В бельгийской сборной Мпенза был одним из постоянных игроков основы на протяжении долгого времени. Привлекался в её состав на три крупных турнира: чемпионат мира 1998 года, домашний чемпионат Европы 2000 года и чемпионат мира 2002 года.